# Segunda Liga 2024-2025
La Liga Portugal 2 2024–25 (conosciuta anche come Liga Portugal 2 Meu Super per motivi di sponsorizzazione) è la 35ª stagione del campionato di secondo livello del calcio portoghese e la quinta stagione con l'attuale titolo Liga Portugal 2. In questa divisione competono un totale di 18 squadre, comprese le squadre di riserva delle squadre di massima serie della Liga Portogallo.

## Stagione

### Novità
Al termine della Segunda Liga 2023-2024 sono state promosse in Primeira Liga il Santa Clara, il  
Nacional e l'AVS.
Dalla Primeira Liga 2023-2024 sono retrocessi il Portimonense, il Vizela e il Chaves. Dalla Liga 3 2023-2024 sono stati promossi l'Alverca e il F.C. Felgueiras 1932, mentre nello stesso campionato sono retrocesse il Belenenses e il Länk FC Vilaverdense.

### Formula
Le 18 squadre partecipanti si affrontano in un girone di andata e ritorno, per un totale di 34 giornate.
Le prime due classificate sono promosse in Primeira Liga.
Le squadre classificate agli ultimi due posti (17º e 18º posto) sono retrocesse in Liga 3.
Al campionato possono partecipare le squadre riserve, ma non possono essere promosse in Primeira Liga. Se una squadra riserva si classifica ai primi due posti, la squadra classificatasi subito dopo beneficia della promozione diretta. Se la prima squadra retrocede in Segunda Liga, la squadra riserva viene retrocessa indipendentemente dalla posizione in classifica. In quest'ultimo caso, se la squadra riserva non era nelle ultime due posizioni, la squadra meglio piazzata nella zona retrocessione mantiene la categoria. Al campionato partecipano 18 squadre, di cui 14 della Segunda Liga 2023-2024, 2 squadre retrocesse dalla Primeira Liga 2023-2024 e 2 promosse dalla Liga 3 2023-2024.

## Squadre partecipanti
| Club               | Città                | Stadio                            | Posizione 2023-2024 |
| ------------------ | -------------------- | --------------------------------- | ------------------- |
| Académico de Viseu | Viseu                | Estádio do Fontelo                | 11º posto           |
| Alverca            | Alverca do Ribatejo  | Complexo Desportivo do FC Alverca | 1º posto            |
| Benfica B          | Lisbona              | Futebol Campus                    | 5º posto            |
| Chaves             | Chaves               | Estádio Municipal de Chaves       | 18º posto           |
| Feirense           | Santa Maria da Feira | Estádio Marcolino de Castro       | 16º posto           |
| Felgueiras 1932    | Felgueiras           | Estádio Dr. Machado de Matos      | 2º posto            |
| Leixões            | Matosinhos           | Estádio do Mar                    | 14º posto           |
| Mafra              | Mafra                | Municipal de Mafra                | 9º posto            |
| Marítimo           | Funchal              | Campo da Imaculada Conceição      | 4º posto            |
| Oliveirense        | Oliveira de Azeméis  | Estádio Carlos Osório             | 15º posto           |
| Paços Ferreira     | Paços de Ferreira    | Estádio da Capital do Móvel       | 5º posto            |
| Penafiel           | Penafiel             | Estádio Municipal 25 de Abril     | 13º posto           |
| Portimonense       | Portimão             | Estádio Municipal de Portimão     | 16º posto           |
| Porto B            | Porto                | Estádio Dr. Jorge Sampaio         | 10º posto           |
| Tondela            | Tondela              | Estádio João Cardoso              | 6º posto            |
| Torreense          | Torres Vedras        | Manuel Marques                    | 7º posto            |
| União Leiria       | Leiria               | Magalhães Pessoa                  | 12º posto           |
| Vizela             | Vizela               | Estádio do FC Vizela              | 17º posto           |

## Classifica
Aggiornata al 19 maggio 2025.
|  | Pos. | Squadra            | Pt | G  | V  | N  | P  | GF | GS | DR  |
|  | ---- | ------------------ | -- | -- | -- | -- | -- | -- | -- | --- |
|  | 1.   | Tondela            | 64 | 34 | 17 | 13 | 4  | 58 | 35 | +23 |
|  | 2.   | Alverca            | 63 | 34 | 17 | 12 | 5  | 58 | 34 | +24 |
|  | 3.   | Vizela             | 62 | 34 | 17 | 11 | 6  | 50 | 30 | +20 |
|  | 4.   | Benfica B          | 55 | 34 | 15 | 10 | 9  | 53 | 38 | +15 |
|  | 5.   | Torreense          | 54 | 34 | 15 | 9  | 10 | 49 | 42 | +7  |
|  | 6.   | União Leiria       | 52 | 34 | 15 | 7  | 12 | 49 | 37 | +12 |
|  | 7.   | Chaves             | 51 | 34 | 14 | 9  | 11 | 40 | 34 | +6  |
|  | 8.   | Feirense           | 49 | 34 | 13 | 10 | 11 | 35 | 34 | +1  |
|  | 9.   | Felgueiras 1932    | 46 | 34 | 11 | 13 | 10 | 43 | 38 | +5  |
|  | 10.  | Académico de Viseu | 45 | 34 | 11 | 12 | 11 | 43 | 41 | +2  |
|  | 11.  | Penafiel           | 45 | 34 | 12 | 9  | 13 | 45 | 47 | -2  |
|  | 12.  | Marítimo           | 43 | 34 | 10 | 13 | 11 | 42 | 48 | -6  |
|  | 13.  | Leixões            | 41 | 34 | 10 | 11 | 13 | 37 | 42 | -5  |
|  | 14.  | Porto B            | 35 | 34 | 8  | 11 | 15 | 36 | 47 | -11 |
|  | 15.  | Portimonense       | 34 | 34 | 9  | 7  | 18 | 38 | 54 | -16 |
|  | 16.  | Paços Ferreira     | 33 | 34 | 9  | 6  | 19 | 34 | 50 | -16 |
|  | 17.  | Oliveirense        | 29 | 34 | 7  | 8  | 19 | 30 | 64 | -34 |
|  | 18.  | Mafra              | 27 | 34 | 6  | 9  | 19 | 29 | 54 | -25 |

Legenda:

       Ammesse alla Primeira Liga 2024-2025

 Ammessa ai play-off o ai play-out.
       Retrocesse in Liga 3 2024-2025

Tre punti a vittoria, uno a pareggio, zero a sconfitta.
La classifica viene stilata secondo i seguenti criteri:
- Punti conquistati
- Punti conquistati negli scontri diretti
- Differenza reti negli scontri diretti
- Reti realizzate in trasferta negli scontri diretti
- Differenza reti generale
- Partite vinte
- Reti totali realizzate
- Spareggio

## Spareggi

### Spareggio promozione
Allo spareggio sono ammesse la sedicesima classificata in Primeira Liga e la terza classificata in Segunda Liga.
| Squadra 1                      | Totale | Squadra 2 | Andata | Ritorno |
| ------------------------------ | ------ | --------- | ------ | ------- |
| 24 maggio 2025 / 1 giugno 2025 |        |           |        |         |
| AVS                            | 5 - 2  | Vizela    | 3 - 0  | 2 - 2   |

### Spareggio retrocessione
Allo spareggio sono ammesse la sedicesima classificata in Segunda Liga, che disputa la gara di ritorno in casa, e la terza classificata in Liga 3 2024-25.
| Squadra 1                       | Totale | Squadra 2      | Andata | Ritorno     |
| ------------------------------- | ------ | -------------- | ------ | ----------- |
| 24 maggio 2025 / 31 maggio 2025 |        |                |        |             |
| Belenenses                      | 2 - 3  | Paços Ferreira | 2 - 1  | 0 - 2 (dts) |

### Verdetti
- Tondela e Alverca promosse in Primeira Liga 2025-2026.
- Oliveirense e Mafra retrocesse in Liga 3 2025-2026.